# Eolacertilia
Eolacertilia – wymarły klad zauropsydów istniejący już w permie (270–250 mln lat) i przetrwały do triasu. Przedstawiciele tej grupy zasiedlali tereny dawnej Pangei, najwięcej skamieniałości odkryto w Afryce, ale także w Ameryce Północnej i Europie. Obecnie do tej grupy gadów wlicza się rodzinę Kuehneosauridae oraz rodzaj Paliguana (wchodzący w skład monotypowej rodziny Paliguanidae). Wyglądem i budową kości przypominały jaszczurki (Lacertilia), obie grupy zwierząt mają charakterystyczny kształt i budowę okolicy skroniowej. 
Według Richarda Estesa (1983) Eolatertilia to takson nadrzędny wobec Lacertilia, jednak według innych podobny wygląd to przykład konwergencji. Natomiast taksonami siostrzanymi do tej grupy są np. rodzaje Marmoretta, Sophineta, a także łuskonośne (Squamata) i sfenodonty (Sphenodontia), wchodzące w skład Lepidosauromorpha. Sam takson Eolacertilia należy do Neodiapsida, lecz czasem zaliczany do Archosauromorpha lub Lepidosauromorpha.
Niektórzy przedstawiciele Eolacertilia jak: Kuehneosaurus, Icarosaurus czy Pamelina mieli zdolność do lotu. U rodzaju Pamelina takowe „skrzydła” nie są jeszcze dobrze rozwinięte, lecz potrafiła już dobrze szybować, natomiast rodzaj Icarosaurus miał lepiej rozwiniętą błonę lotną, dzięki czemu mógł szybować w triasowych lasach. Odkryta na stanowisku Czatkowice 1 w Polsce Pamelina jest jedną z pierwszych skamieniałości z rodziny Kuehneosauridae w Polsce, zaś lądowa Paliguana pochodziła z Afryki. Została odnaleziona wraz ze skamieniałościami lystrozaurów. Podobny sposób lokomocji wykształcił się u jaszczurek z rodzaju Draco oraz wymarłego rodzaju Coelurosauravus. Zarówno te wymarłe gady, jak i jaszczurki z rodzaju Draco dzięki swej błonie lotnej mogą/mogły poruszać się lotem ślizgowym.